# 退位君主列表
本列表列出退位的君主，一些君主是被迫退位的。

## 欧洲
| 名称                    | 国家         | 肖像                      | 生卒                                   | 统治始于                             | 统治终于                            | 在位时君主稱謂 |
| ----------------------- | ------------ | ------------------------- | -------------------------------------- | ------------------------------------ | ----------------------------------- | -------------- |
| 路德维克一世            | 荷兰         |                           | 1778年9月2日-1846年7月25日（67岁）     | 1806年6月5日                         | 1810年7月1日（4年27天）             | 国王           |
| 威廉一世                | 荷兰         |                           | 1772年8月24日-1843年12月12日（71岁）   | 1815年3月16日                        | 1840年10月7日（25年205天）          | 国王           |
| 威廉明娜女王            | 荷兰         |                           | 1880年8月31日-1962年11月28日（82岁）   | 1890年11月23日                       | 1948年4月30日（57年159天）          | 女王           |
| 朱丽安娜女王            | 荷兰         |                           | 1909年4月30日-2004年3月20日（94岁）    | 1948年9月4日                         | 1980年4月30日（31年239天）          | 女王           |
| 贝娅特丽克斯女王        | 荷兰         |                           | 1938年1月31日（84岁）                  | 1980年4月30日                        | 2013年4月30日（33年0天）            | 女王           |
| 玛丽·阿黛拉伊德         | 卢森堡       |                           | 1894年6月14日-1924年1月24日（29岁）    | 1912年2月25日                        | 1919年1月14日（6年323天）           | 女大公         |
| 夏洛特                  | 卢森堡       |                           | 1896年1月23日-1985年7月9日（89岁）     | 1919年1月14日                        | 1964年11月12日（45年303天）         | 女大公         |
| 让                      | 卢森堡       |                           | 1921年1月5日-2019年4月23日（98岁）     | 1964年11月12日                       | 2000年10月7日（35年330天）          | 大公           |
| 卡洛斯一世              | 西班牙       |                           | 1500年2月24日-1558年9月21日（58岁）    | 1516年3月14日                        | 1556年1月16日（39年303天）          | 国王           |
| 查理五世                | 神圣罗马帝国 | 1519年6月28日             | 1500年2月24日-1558年9月21日（58岁）    | 1556年8月3日（37年37天）             | 皇帝                                |                |
| 卡尔一世                | 奥地利大公国 | 1519年1月12日             | 1500年2月24日-1558年9月21日（58岁）    | 1521年4月28日（2年105天）            | 大公                                |                |
| 费利佩五世              | 西班牙       |                           | 1683年12月19日-1746年7月9日（62岁）    | 1700年11月1日                        | 1724年1月15日（23年75天）第一次在位 | 国王           |
| 费利佩五世              | 西班牙       | 1724年9月6日              | 1683年12月19日-1746年7月9日（62岁）    | 1746年7月9日（21年306天）第二次在位  |                                     | 国王           |
| 卡洛斯三世              | 西班牙       |                           | 1716年1月20日-1788年12月14日 （72岁）  | 1759年8月10日                        | 1788年12月14日（29年126天）         | 国王           |
| 卡洛斯四世              | 西班牙       |                           | 1748年11月11日-1819年1月20日（70岁）   | 1788年12月14日                       | 1808年3月19日（19年96天）           | 国王           |
| 费尔南多七世            | 西班牙       |                           | 1784年10月14日-1833年9月29日（48岁）   | 1808年3月19日                        | 1808年5月6日（0年48天）第一次在位   | 国王           |
| 费尔南多七世            | 西班牙       | 1813年12月11日            | 1784年10月14日-1833年9月29日（48岁）   | 1833年9月29日（19年292天）第二次在位 |                                     | 国王           |
| 何塞一世                | 西班牙       |                           | 1768年1月7日－1844年7月28日（76岁）    | 1808年6月6日                         | 1813年12月11日（5年188天）          | 国王           |
| 朱塞佩一世              | 那不勒斯     | 1806年3月30日             | 1768年1月7日－1844年7月28日（76岁）    | 1808年6月6日(2年57天)                |                                     | 国王           |
| 伊莎贝拉二世            | 西班牙       |                           | 1830年10月10日-1904年4月10日（73岁）   | 1833年9月29日                        | 1868年9月30日（35年1天）            | 女王           |
| 弗朗西斯科一世          | 西班牙       |                           | 1822年5月13日-1902年4月17日 （79岁）   | 1846年10月10日                       | 1868年9月30日（21年356天）          | 配国王         |
| 阿玛迪奥一世            | 西班牙       |                           | 1845年5月30日-1890年1月18日（44岁）    | 1870年11月16日                       | 1873年2月11日                       | 国王           |
| 阿方索十三世            | 西班牙       |                           | 1886年5月17日-1941年2月28日（54歲）    | 1886年5月17日                        | 1931年4月14日（44年332天）          | 国王           |
| 胡安·卡洛斯一世         | 西班牙       |                           | 1938年1月5日（84岁）                   | 1975年11月20日                       | 2014年6月19日（38年211天）          | 国王           |
| 约翰·巴里奥             | 苏格兰       |                           | 约1249年-1314年11月25日（？岁）        | 1292年                               | 1296年（4年）                       | 国王           |
| 玛丽一世                | 苏格兰       |                           | 1542年12月8日-1587年2月8日（44岁）     | 1542年12月14日                       | 1567年7月24日（24年222天）          | 女王           |
| 利奥波德三世            | 比利时       |                           | 1901年11月3日-1983年9月25日（81岁）    | 1934年2月23日                        | 1951年7月16日（17年143天）          | 国王           |
| 阿尔贝二世              | 比利时       |                           | 1934年6月6日（87岁）                   | 1993年8月9日                         | 2013年7月21日（19年346天）          | 国王           |
| 拿破仑一世              | 法国         |                           | 1769年8月15日-1821年5月5日（51岁）     | 1804年5月18日                        | 1814年4月6日（9年299天）            | 皇帝           |
| 拿破仑一世              | 法国         | 1815年3月20日             | 1769年8月15日-1821年5月5日（51岁）     | 1815年6月22日（0年64天）             |                                     | 皇帝           |
| 查理十世                | 法国         |                           | 1757年10月9日-1836年11月6日（79岁）    | 1824年9月16日                        | 1830年8月2日（5年320天）            | 国王           |
| 路易-菲利普一世         | 法国         |                           | 1773年10月6日-1850年8月26日（76岁）    | 1830年8月9日                         | 1848年2月24日（17年135天）          | 国王           |
| 拿破仑三世              | 法国         |                           | 1808年4月20日-1873年1月9日（64岁）     | 1852年12月2日                        | 1870年9月4日（17年276天）           | 国王           |
| 爱德华八世              | 英国         |                           | 1894年6月23日-1972年5月28日（77岁）    | 1936年1月20日                        | 1936年12月11日（326天）             | 国王及皇帝     |
| 爱德华八世              | 爱尔兰       |                           | 1894年6月23日-1972年5月28日（77岁）    | 1936年1月20日                        | 1936年12月11日（326天）             | 国王及皇帝     |
| 亨利四世                | 神圣罗马帝国 |                           | 1050年11月11日-1106年8月7日（55岁）    | 1084年3月31日                        | 1105年12月31日 （21年275天）        | 皇帝           |
| 斐迪南一世              | 奥地利帝国   |                           | 1793年4月19日-1875年6月29日（82岁）    | 1835年3月2日                         | 1848年12月2日（13年275天）          | 皇帝           |
| 斐迪南一世              | 匈牙利王国   | 国王                      | 1793年4月19日-1875年6月29日（82岁）    | 1835年3月2日                         | 1848年12月2日（13年275天）          |                |
| 斐迪南一世              | 德意志邦联   | 主席                      | 1793年4月19日-1875年6月29日（82岁）    | 1835年3月2日                         | 1848年12月2日（13年275天）          |                |
| 維托里奧·阿梅迪奥二世   | 西西里       |                           | 1666年5月14日-1732年10月31日（66岁）   | 1713年9月22日                        | 1720年2月17日（6年123天）           | 国王           |
| 維托里奧·阿梅迪奥二世   | 撒丁尼亚     |                           | 1666年5月14日-1732年10月31日（66岁）   | 1713年9月22日                        | 1720年2月17日（6年123天）           | 国王           |
| 卡洛·埃馬努埃萊四世     | 撒丁尼亚     |                           | 1751年5月24日-1819年10月6日（68歲）    | 1796年10月16日                       | 1802年6月4日（5年230天）            | 国王           |
| 維托里奧·埃馬努埃萊一世 | 撒丁尼亚     |                           | 1759年7月24日-1824年1月10日（64岁）    | 1802年6月4日                         | 1821年3月12日（2年274天）           | 国王           |
| 卡洛·阿尔贝托           | 撒丁尼亚     |                           | 1798年10月2日-1849年7月28日（50歲）    | 1831年4月27日                        | 1849年3月23日（19年341天）          | 国王           |
| 维托里奥·埃马努埃莱三世 | 意大利       |                           | 1869年11月11日- 1947年12月28日（78岁） | 1900年7月29日                        | 1946年5月9日（45年284天）           | 国王           |
| 维托里奥·埃马努埃莱三世 | 阿尔巴尼亚   | 1939年4月16日             | 1869年11月11日- 1947年12月28日（78岁） | 1943年9月8日（4年145天）             |                                     | 国王           |
| 翁貝托二世              | 義大利王國   |                           | 1904年9月15日-1983年3月18日（78岁）    | 1946年5月9日                         | 1946年6月12日（34天）               | 国王           |
| 尼古拉二世              | 俄罗斯帝国   |                           | 1868年5月18日-1918年7月17日（50岁）    | 1894年11月1日                        | 1917年3月15日（22年134天）          | 皇帝           |
| 尼古拉二世              | 波兰会议王国 | 1916年1月16日（21年76天） | 1868年5月18日-1918年7月17日（50岁）    | 1894年11月1日                        | 国王                                |                |
| 尼古拉二世              | 芬兰大公国   | 1916年1月16日（21年76天） | 1868年5月18日-1918年7月17日（50岁）    | 1894年11月1日                        | 大公                                |                |
| 瓦迪斯瓦夫三世          | 大波兰       |                           | 约1161年-1231年11月3日（？岁）         | 1194年                               | 1229年（约35年）                    | 公爵           |
| 瓦迪斯瓦夫三世          | 克拉科夫     | 1202年                    | 约1161年-1231年11月3日（？岁）         | 1202年（约1年）                      | 大公                                |                |
| 瓦迪斯瓦夫三世          | 克拉科夫     | 1227年                    | 约1161年-1231年11月3日（？岁）         | 1228年（约2年）                      | 大公                                |                |
| 瓦迪斯瓦夫三世          | 克拉科夫     | 1230年                    | 约1161年-1231年11月3日（？岁）         | 1230年（约1年）                      | 大公                                |                |
| 斯坦尼斯瓦夫·奥古斯特   | 波兰联邦     |                           | 1732年1月17日-1798年2月12日（66岁）    | 1764年9月7日                         | 1795年1月7日（0年122天）            | 国王           |
| 威廉二世                | 德意志帝国   |                           | 1859年1月27日-1941年6月4日（82岁）     | 1888年6月15日                        | 1918年11月28日（30年166天）         | 皇帝           |
| 威廉二世                | 普鲁士王国   | 国王                      | 1859年1月27日-1941年6月4日（82岁）     | 1888年6月15日                        | 1918年11月28日（30年166天）         |                |
| 威廉二世                | 符腾堡王国   |                           | 1848年2月25日-1921年10月2日（73岁）    | 1891年10月6日                        | 1918年11月30日（29年55天）          | 国王           |
| 路德维希三世            | 巴伐利亚王国 |                           | 1845年1月7日-1921年10月18日（76岁）    | 1913年11月5日                        | 1918年11月7日（5年8天）             | 国王           |
| 弗里德里希·奥古斯特三世 | 萨克森王国   |                           | 1865年5月25日-1932年2月18日（66岁）    | 1904年10月15日                       | 1918年11月7日（12年32天）           | 国王           |
| 卡羅爾二世              | 罗马尼亚     |                           | 1893年10月15日-1953年4月4日（59岁）    | 1930年6月8日                         | 1940年9月6日（10年90天）            | 国王           |
| 佩德罗四世              | 葡萄牙王國   |                           | 1798年10月12日-1834年9月24日（35岁）   | 1826年3月10日                        | 1826年5月2日（53天）                | 國王及皇帝     |
| 瑪格麗特二世            | 丹麦         |                           | 1940年4月16日                          | 1972年1月14日                        | 2024年1月14日（52年）               | 女王           |

## 亚洲
| 著名名称           | 国家          | 肖像         | 生卒                                 | 统治始于                   | 统治终于                    | 在位时君主稱謂 |
| ------------------ | ------------- | ------------ | ------------------------------------ | -------------------------- | --------------------------- | -------------- |
| 真聖女王           | 新罗          | -            | ？-897年                             | 865年                      | 897年                       | 女王           |
| 朝鲜高宗           | 大韓帝國      |              | 1852年9月8日- 1919年1月21日（66岁）  | 1863年12月13日             | 1907年7月20日（43年219天）  | 皇帝           |
| 朝鲜纯宗           | 大韓帝國      |              | 1874年2月8日-1926年4月25日（52岁）   | 1907年7月20日              | 1910年8月29日（3年40天）    | 皇帝           |
| 漢獻帝             | 大漢帝國      |              | 181年4月2日-234年4月21日（53岁）     | 189年9月29日               | 220年12月11日（31年57天）   | 皇帝           |
| 魏元帝             | 魏國          |              | 246年-302年（55-56岁）               | 260年6月27日               | 266年2月4日（5年222天）     | 皇帝           |
| 唐高祖             | 大唐帝国      |              | 566年4月7日-635年6月25日（69岁）     | 618年6月18日               | 626年9月4日（8年78天）      | 皇帝           |
| 武则天             | 武周          |              | 624年2月17日-705年12月16日（81岁）   | 690年10月16日              | 705年2月21日（14年128天）   | 女皇           |
| 乾隆帝             | 大清帝国      |              | 1711年9月25日-1799年2月7日（87岁）   | 1735年10月18日             | 1796年2月9日（60年114天）   | 皇帝           |
| 溥仪               | 大清帝国      |              | 1906年2月7日-1967年10月17日（61岁）  | 1908年12月2日              | 1912年2月12日（3年69天）    | 皇帝           |
| 溥仪               | 大清帝国      | 1917年7月1日 | 1906年2月7日-1967年10月17日（61岁）  | 1917年7月12日（0年11天）   |                             | 皇帝           |
| 溥仪               | 滿洲國        | 1932年3月9日 | 1906年2月7日-1967年10月17日（61岁）  | 1945年8月17日（13年161天） |                             | 皇帝           |
| 爱德华八世         | 印度          |              | 1894年6月23日-1972年5月28日（77岁）  | 1936年1月20日              | 1936年12月11日（326天）     | 国王及皇帝     |
| 乔治六世           | 印度          |              | 1895年12月14日-1952年2月6日（56岁）  | 1936年12月11日             | 1947年8月15日（10年247天）  | 国王及皇帝     |
| 成泰帝             | 越南          |              | 1879年3月14日-1954年3月20日（75岁）  | 1889年2月2日               | 1907年9月3日（18年213天）   | 皇帝           |
| 维新帝             | 越南          |              | 1900年9月19日-1945年12月26日（45岁） | 1907年9月5日               | 1916年5月6日（8年244天）    | 皇帝           |
| 保大帝             | 越南帝国      |              | 1913年10月22日-1997年7月30日（83岁） | 1926年1月8日               | 1945年8月24日（19年228天）  | 皇帝           |
| 明仁               | 日本          |              | 1933年12月23日（88岁）               | 1989年1月7日               | 2019年4月30日（30年113天）  | 天皇           |
| 吉格梅·辛格·旺楚克 | 不丹          |              | 1955年11月11日（66岁）               | 1972年7月24日              | 2006年12月14日（34年143天） | 国王           |
| 蘇丹莫哈末五世     | 马来西亚      |              | 1969年10月6日                        | 2016年12月13日             | 2019年1月6日（2年24天       | 最高元首       |
| 蘇丹阿末沙         | 马来西亚 彭亨 |              | 1930年10月24日-2019年5月22日（88歲） | 1974年5月7日               | 2019年1月11日（44年249天）  | 蘇丹           |

## 非洲
| 名称                    | 国家       | 肖像         | 生卒                                  | 统治始于                   | 统治终于                  | 在位时君主稱謂 |
| ----------------------- | ---------- | ------------ | ------------------------------------- | -------------------------- | ------------------------- | -------------- |
| 法鲁克一世              | 埃及       |              | 1920年2月11日-1965年3月18日（45岁）   | 1936年4月28日              | 1952年7月23日（16年86天） | 国王           |
| 福阿德二世              | 埃及       |              | 1952年1月16日（70岁）                 | 1952年7月16日              | 1953年6月18日（338天）    | 国王           |
| 爱德华八世              | 南非       |              | 1894年6月23日-1972年5月28日（77岁）   | 1936年1月20日              | 1936年12月11日（326天）   | 国王及皇帝     |
| 博卡萨一世              | 中非       |              | 1921年2月22日-1996年11月3日（75岁）   | 1976年12月4日              | 1979年9月20日（2年289天） | 皇帝           |
| 莱齐耶三世              | 莱索托     |              | 1963年7月17日（58岁）                 | 1990年11月12日             | 1995年1月25日（4年74天）  | 国王           |
| 莱齐耶三世              | 莱索托     | 1996年2月7日 | 1963年7月17日（58岁）                 | 至今（26年10天）           |                           | 国王           |
| 海尔·塞拉西一世         | 埃塞俄比亚 |              | 1892年7月23日-1975年8月27日（83岁）   | 1930年4月2日               | 1936年5月2日（6年31天）   | 皇帝           |
| 海尔·塞拉西一世         | 埃塞俄比亚 | 1941年5月5日 | 1892年7月23日-1975年8月27日（83岁）   | 1974年9月12日（33年122天） |                           | 皇帝           |
| 维托里奥·埃马努埃莱三世 | 埃塞俄比亚 |              | 1869年11月11日-1947年12月28日（78岁） | 1936年5月9日               | 1941年5月5日（4年361天）  | 皇帝           |

## 美洲
| 名称         | 国家           | 肖像 | 生卒                                 | 统治始于       | 统治终于                    | 在位时君主稱謂 |
| ------------ | -------------- | ---- | ------------------------------------ | -------------- | --------------------------- | -------------- |
| 阿古斯汀一世 | 墨西哥         |      | 1783年9月27日-1824年7月19日（40岁）  | 1822年5月19日  | 1823年3月19日（304天）      | 皇帝           |
| 佩德罗一世   | 巴西           |      | 1798年10月12日-1834年9月24日（35岁） | 1822年10月12日 | 1831年4月7日（8年177天）    | 皇帝           |
| 佩德罗二世   | 巴西           |      | 1825年12月2日-1891年12月5日（66岁）  | 1831年4月7日   | 1889年11月15日（58年222天） | 皇帝           |
| 爱德华八世   | 加拿大与纽芬兰 |      | 1894年6月23日-1972年5月28日（77岁）  | 1936年1月20日  | 1936年12月11日（326天）     | 国王及皇帝     |

## 大洋洲
| 名称                 | 国家     | 肖像 | 生卒                                | 统治始于      | 统治终于                   | 在位时君主稱謂 |
| -------------------- | -------- | ---- | ----------------------------------- | ------------- | -------------------------- | -------------- |
| 塞鲁·埃佩尼萨·萨空鲍 | 斐济     |      | 1815年-1883年（67－68岁）           | 1871年6月5日  | 1874年10月10日（3年128天） | 国王           |
| 爱德华八世           | 澳大利亚 |      | 1894年6月23日-1972年5月28日（77岁） | 1936年1月20日 | 1936年12月11日（326天）    | 国王及皇帝     |
| 爱德华八世           | 纽西兰   |      | 1894年6月23日-1972年5月28日（77岁） | 1936年1月20日 | 1936年12月11日（326天）    | 国王及皇帝     |

## 註解
1. ↑  传位于其子威廉二世
2. ↑  传位于其女朱丽安娜女王
3. ↑  传位于其女贝娅特丽克丝 (荷兰)
4. ↑  传位于其子威廉-亚历山大
5. ↑  传位于其子腓力二世 (西班牙)
6. 1 2  传位于其弟斐迪南一世 (神圣罗马帝国)
7. ↑  同時為巴西皇佩德罗一世
8. ↑  有争议
9. ↑   註: